# 이파리과
이파릿과(Hippoboscidae)는 파리목의 한 과이다. 이와 비슷하게 생겼다. 날개가 퇴화한 것이 많으며, 주로 동물에 붙어 피를 빨아먹는다.
- 개이파리(Hippobosca longipennis)
- 말이파리(Hippobosca equina)